# Ivana Kapitanović
Ivana Kapitanović (* 17. September 1994 in Split) ist eine kroatische Handballspielerin.

## Karriere

### Im Verein
Ivana Kapitanović spielte zunächst in Kroatien für ŽRK Podravka Koprivnica und konnte mehrfach die kroatische Meisterschaft und den kroatischen Pokal gewinnen. 2018 ging sie nach Frankreich zu Metz Handball. Mit Metz konnte sie 2019 und 2022 die französische Meisterschaft gewinnen. Zudem belegten sie mit Metz den 3. Platz in der EHF Champions League 2021/22. 2019 wurde sie zusätzlich als beste kroatische Handballspielerin gewählt. 2022 wechselte sie nach Rumänien zu Rapid Bukarest. Seit Sommer 2024 läuft sie für den rumänischen Erstligisten CS Gloria Bistrița-Năsăud auf.

### In der Nationalmannschaft
Mit kroatischen Nationalmannschaft nahm sie an der Europameisterschaft 2018 teil und belegte dort den 16. Platz. Weiter nahm sie an der Weltmeisterschaft 2021 (18. Platz) und an der Europameisterschaft 2022 (10. Platz) teil. Sie bestritt vier Spielen bei der Europameisterschaft 2022, in denen sie 9 von 54 Würfen parierte.